# 米卡埃尔·尼尔松 (1978年)
米卡埃尔·"米克"·尼尔松（瑞典語：Mikael "Micke" Nilsson，1978年6月24日—），是一名瑞典足球运动员，司职边后卫或中场。

## 俱乐部生涯
尼尔松1997年在家乡球队奥韦斯霍尔姆开始自己的职业足球生涯。两年后，他转会到丹麦球队奥胡斯霍尔纳。仅过了一个赛季，他便于2000年再次转会，加盟哈尔姆斯塔德，重新回到瑞典联赛。在哈尔姆斯塔德的首个赛季，尼尔松大部分时间都在板凳上度过。但后来他终于成为队中的主力球员。
2004年，尼尔松转会英超南安普顿。在南安普顿，他未能争得主力位置，再加上修咸頓降班英冠。次年便转会至希腊的帕纳辛奈科斯。
2009年4月8日，尼尔松宣布自己将在2008－2009赛季结束后加盟丹麦的布隆德比。他与布隆德比签订了为期三年的合同，自2009年7月1日起生效。
尼尔松被瑞典球迷称为“迷你”（MiNi）。这个昵称取自尼尔松名和姓的首两个字母。

## 国家队生涯
尼尔松2002年11月20日首次代表瑞典队出场，参加了与捷克队的比赛。在这场处子秀中，他打进两球，帮助瑞典队与对手战成3:3。尼尔松已经代表瑞典队参加过2004年欧洲足球锦标赛、2006年世界杯和2008年欧洲足球锦标赛，通常司职后卫。
事实上，尼尔松出道时的位置是中场。但在国家队中，一旦球队缺少后卫，尼尔松便后撤到后防线上。在2010年世界杯预选赛上，瑞典队改打3-5-2阵型，其中尼尔松的位置则被安排到中场。

## 荣誉
尼尔松跟随哈尔姆斯塔德获得了瑞典足球超级联赛的冠军（2000年）和亚军（2004年）各一次。